# 銭穆
銭 穆（せん ぼく、旧字体: 錢穆、拼音: Qián Mù、1895年7月30日 - 1990年8月30日）は、中国の歴史学者、思想史家。字は賓四、筆名は未学斎主。
諸子百家から経学や宋明理学、中国通史まで幅広く論じた。新儒家に含められる場合もある。著書に『先秦諸子繋年』『中国近三百年学術史』『国史大綱』『中国歴代政治得失』『朱子新学案』など。
大学を出ておらず、元々は小中学校の教員だったが、1930年に疑古派の顧頡剛に見出され、北京大学や清華大学で講義した。1949年からは香港に住み、香港中文大学の前身の一つ新亜書院の初代校長を務めた。1967年から晩年は台湾に住み、中国文化大学教授や中央研究院院士を務めた。教え子に余英時や厳耕望がいる。

## 生涯

### 清末

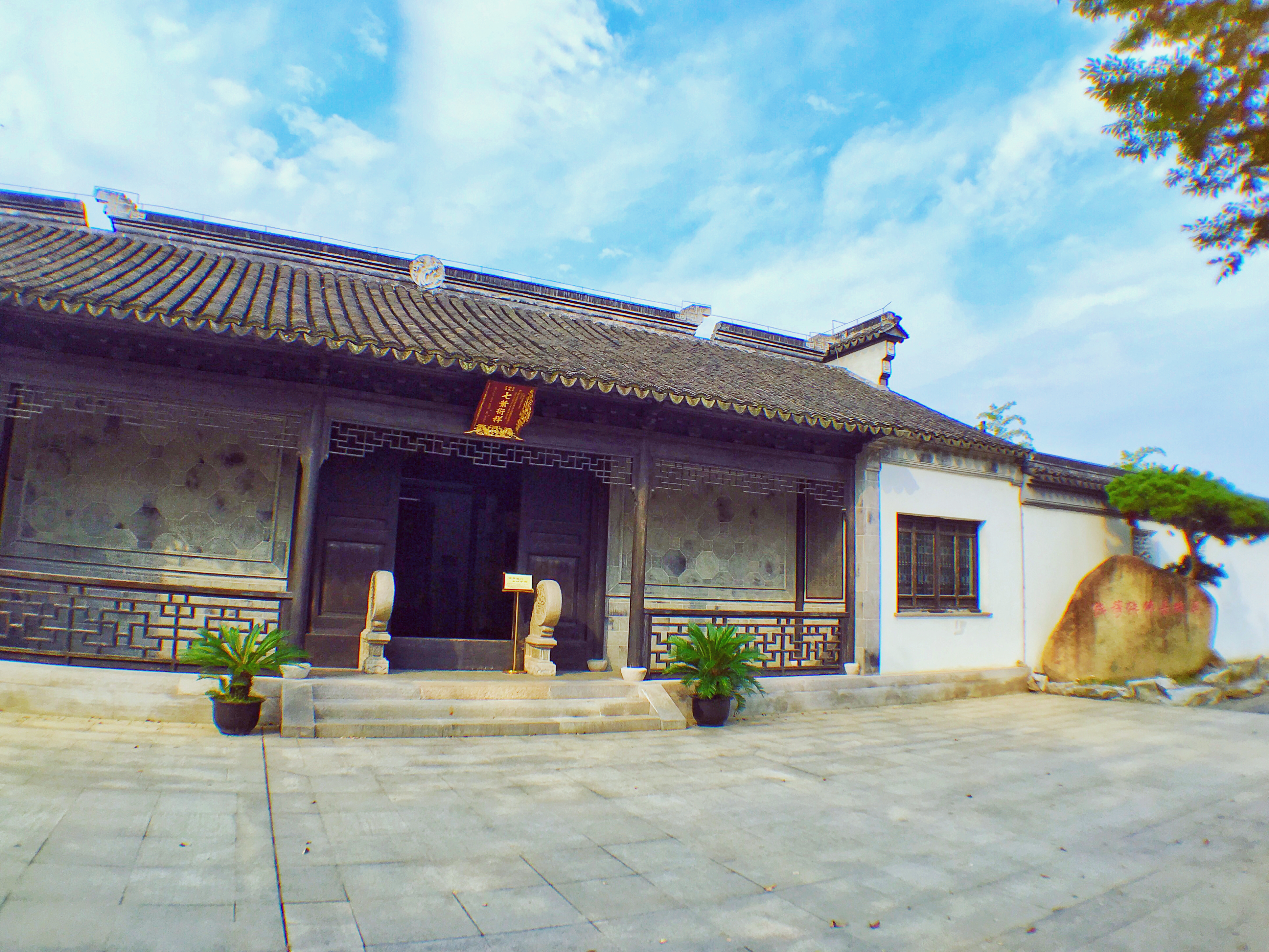
銭穆・銭偉長故居 懐海義荘（江蘇省無錫市新呉区鴻山街道）

1895年7月30日（光緒21年6月9日）、江蘇省常州府金匱県（現在の無錫市新呉区）の七房橋村に生まれる。出生時の名は「恩鑅」。
7歳のとき私塾に入る。10歳のとき、無錫の名士が開設した新式小学校に入る。13歳のとき、常州府中学堂に入る。同校の教員に呂思勉が、後輩に劉天華がいた。16歳のとき、譚嗣同の『仁学』に感化されて辮髪を切る。1911年初頭、中学4年生のとき、修身科を廃止してギリシア語科を開設する嘆願を主導するが失敗し、南京の鐘英中学に転校する。同年末、辛亥革命により休校になったため退学する。

### 民国初期
1912年（民国元年）、名を「恩鑅」から「穆」に改める。以後、無錫の小学校教員などを務めつつ、『論語文解』を始めとする初期著作を刊行する。
1927年、江蘇省立蘇州中学に赴任する。当時の同校には、疑古派の顧頡剛や胡適が講演に訪れていた。また生徒の中には、のちに好敵手となる楊寛や、甥の銭偉長がいた。
1929年、蘇州に帰郷中の顧頡剛を訪問する。その際渡した『先秦諸子繋年』の手稿が評価され、1930年から燕京大学の講師となる。同年発表した『劉向歆父子年譜』は、顧頡剛と見解を異にしたが評価され、1931年から北京大学副教授となる。以降、清華大学や北平師範大学でも講義しつつ、『古史辨』に論文を寄稿する。
1933年、抗日戦争前夜の国民意識発揚政策により、北京大学で中国通史の講義を受けもつ。1937年5月、同大学での講義録『中国近三百年学術史』を刊行する。これは梁啓超の同題の著作『中国近三百年学術史』を批判するものでもあった。1937年7月に盧溝橋事件が起こると、疎開して西南聯合大学や武漢大学などで講義する。武漢大学での教え子に厳耕望がいる。以降終戦までの間、『国史大綱』の刊行などを通じて国民意識発揚に努める。
1949年4月、友人の張其昀や唐君毅とともに、広州にあった私立華僑大学に赴任する。当時の広州は国民政府の臨時首都だったが、銭穆は国民党員というわけではなかった。同年8月、毛沢東によるアメリカの『中国白書』への批判文の中で、胡適・傅斯年とともに米帝主義者として名指しで非難される。

### 香港期

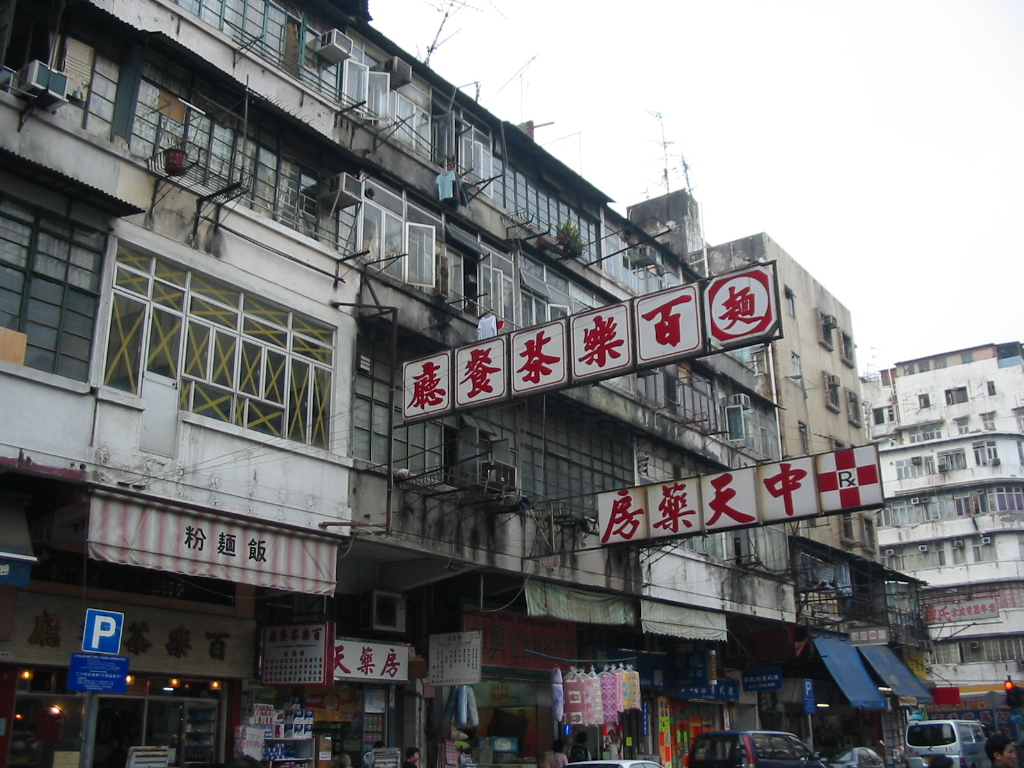
新亜書院の跡地（九龍深水埗区桂林街）

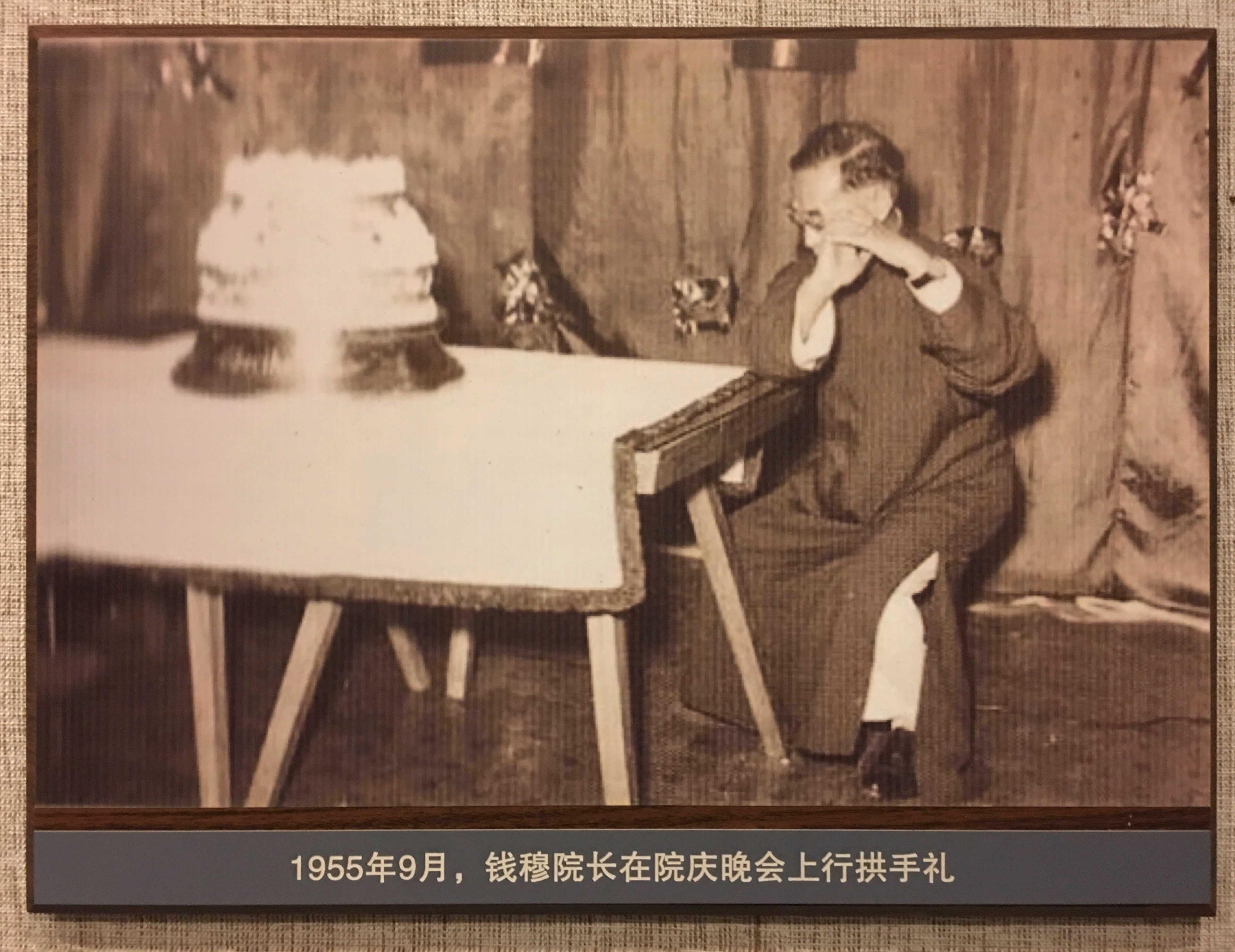
1955年の銭穆

1949年10月、中華人民共和国が成立すると、張其昀に招かれて、広州から英領香港に渡り、新亜書院（初期の名称は「亜洲文商学院」）の初代校長を1964年まで務める。
新亜書院は、九龍の雑居ビルにある小さな大学だったが、当時の香港において貴重な中国文化の教育の場となり、1963年には香港中文大学の一部となった。また、派生組織の新亜研究所や新亜中学も作られた。新亜書院での教え子（第一回卒業生・1952年卒）に余英時がいる。
当時の香港は、唐君毅・牟宗三・徐復観もおり、新儒家の拠点になっていた。1958年、彼らが「現代新儒家宣言」を発表した際は、銭穆も署名を求められたが、自身は思想史家に過ぎないとして断った。
銭穆は香港政府からも一目置かれ、1955年に香港大学の名誉博士を授与される。1956年には、後半生の伴侶となる教育学者の胡美琦と結婚する。1960年にはアメリカのイェール大学で講義し、同大学の名誉博士を授与される。1964年、新亜書院の校長を辞し、マレーシアのマラヤ大学で講義する。

### 台湾期

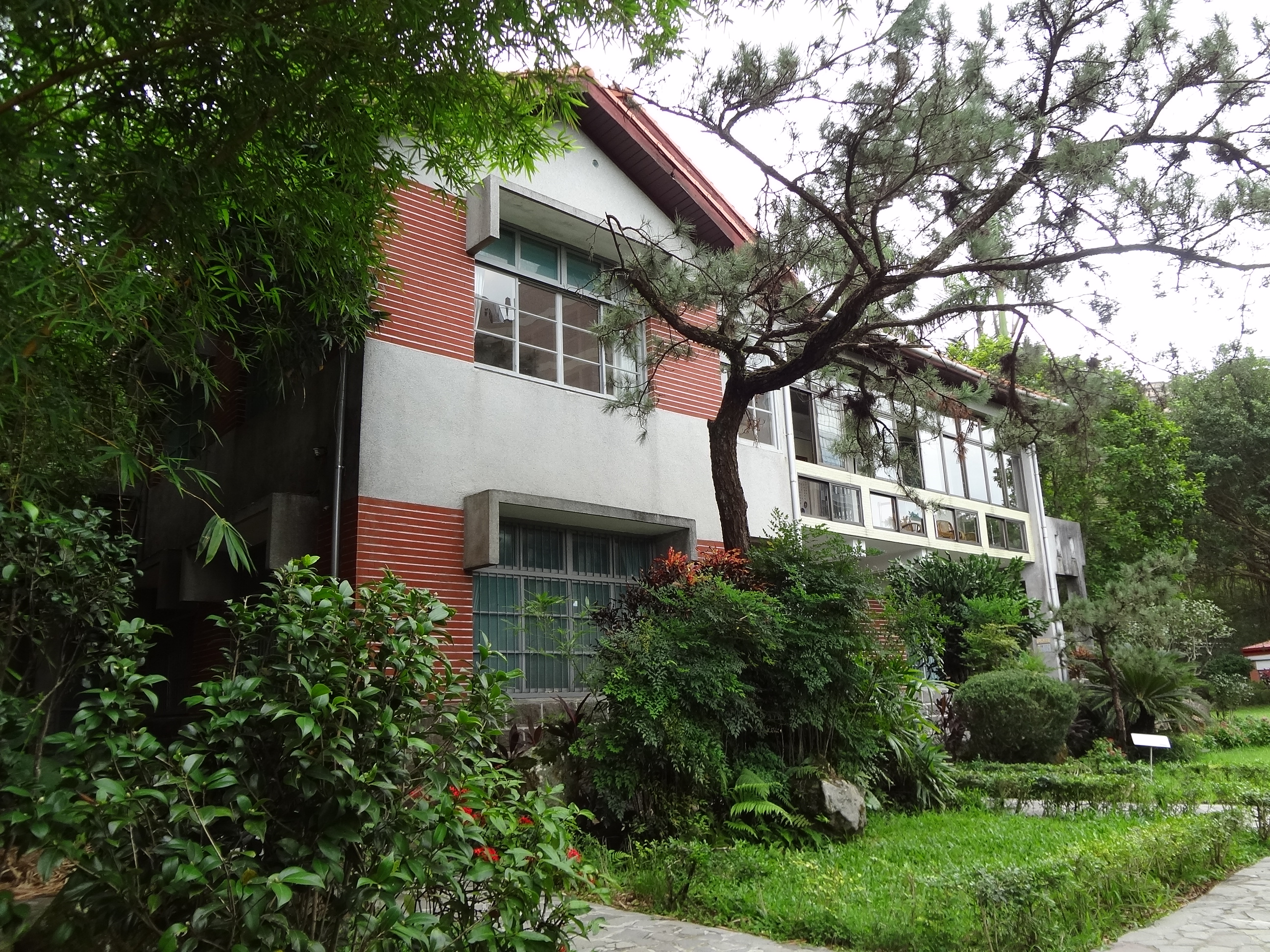
銭穆故居 素書楼（台北市士林区）

1967年10月、香港から台湾に移住する。その背景として、文革が香港まで波及していたこと、台湾で文革に対抗する「中華文化復興運動」が提唱されたこと、台湾で1962年に亡くなった胡適に代わる人材が求められていたこと、などがあった。（先立って1952年にも台湾を訪れており、そのときの講演録が『中国歴代政治得失』のもとになっている。）
台湾では、蔣介石の支援で台北市士林区郊外に建てられた「素書楼」（2001年から「銭穆故居」と称される）に住んだ。
1968年、中央研究院院士に選出される（1948年の時点で候補に挙がっていたが、李済ら古参の院士が反対していた）。1969年、張其昀に再び招かれて、中国文化大学（当時の名称は「中国文化学院」）の教授となり、1986年まで務める。同時に蔣復璁に招かれて、故宮博物院の研究員を兼任する。
1989年、当時立法委員だった陳水扁らが、素書楼の土地が公有地であることを問題視し、銭穆に退去を迫った（素書楼事件）。1990年6月、素書楼を去って台北市中正区の市街地（杭州南路）に移住する。同年8月30日、逝去。享年95。
1992年、妻の胡美琦により、太湖湖畔の洞庭西山に葬られた。2000年前後、馬英九は素書楼の保護を推進し、2010年に政府を代表して事件について謝罪した。

## 親族
- 胡美琦（銭胡美琦） - 三人目の妻。教育学者。
- 銭遜 - 元妻との息子。同業者。清華大学教授。
- 銭易（中国語版） - 元妻との娘。環境工学者。清華大学教授。全人代常務委員。[32]
- 銭婉約 - 孫娘[33]。同業者。著作に《我記憶中的祖父》《内藤湖南研究》など。北京語言大学教授。全人代代表。
- 銭偉長（中国語版） - 兄の銭摯の子。物理学者。上海大学学長。中国の「力学の父」。[34]

## 人物・評価
同世代の顧頡剛・胡適・傅斯年らに対して「和して同ぜず」の態度を固持していた。とくに、疑古や新文化運動による伝統中国への蔑視を批判していた。また、抗日戦争期に著した『国史大綱』では、孫文の言葉を援用して中国の「西洋化」を批判した。
教え子の余英時や厳耕望を含む中国大陸外の学者によって、盛んに評価・言及されている。中国大陸内では、上記の1949年の毛沢東による批判以来、胡適・傅斯年とともにタブー視された存在だったが、2000年頃から「国学ブーム」により、銭鍾書や陳寅恪とともに再評価されるようになった。

### 日本との関わり
民国初期から日本の漢学・中国学にも目配りしており、武内義雄の諸子学、林泰輔の『周公と其時代』、蟹江義丸の『孔子研究』、伊藤仁斎や安井息軒の論語注釈などを受容していた。
1955年、台湾の「教育文化訪問団」の団長として来日し、東京大学と京都大学で講演した。1966年ごろには唐君毅と来日している。
香港で銭穆に会った清水茂によれば、銭穆の話す中国語は無錫訛りが強く、中国人でも聞き取るのが困難だったという。

### 華夷観
中国の歴史において「華夷」概念は古代からあり、西周から春秋時代に原型ができた。この概念は五胡十六国時代以降の異民族による漢民族支配が続いたことで加熱した。中華文明の魂を呼び覚ますことに生涯をかけた銭穆もまた、このような視角をもっており、銭穆の著書で「華夷」概念をみいだすことは難しいことではなく、遼を建国した契丹、西夏を建国したタングート、金を建国した女真、元を建国した蒙古も、すべて「外寇」「北寇」「異族」「胡塵」とみなしており、銭穆のいう中国には、こうした少数民族を含まず、漢人政権のみを指し、強烈な「華夷」の区別を表出している。この「華夷」概念のもと、銭穆は中国の歴史における少数民族を「異族」とみなして、とくに蒙古が建国した元を、中国の歴史における「暗黒時期」と位置づけて批判した。銭穆のもつ「華夷」概念の背景には、幼少期に受けた教育と関係がある。加えて、時代状況も関係しており、日本軍が中国を侵略していた時期であり、このような背景のもと、銭穆は著書を通じて中国の悠久、かつ高名な文化的伝統を宣伝し、中国人の愛国心を鼓吹しようとした。そこで、明末遺民の抗清活動を取り上げ、人々を抗日闘争に駆り立てた。しかし、伝統的な「華夷」概念と、中国と日本帝国主義との区別は異なる概念であり、中国の歴史における伝統的な「華夷」概念を用いて、中国と日本の二国関を扱うことに問題がある。その弊害は少数民族を「中国人」の範疇から排除することで、少数民族を抗日から排斥してしまい、中国人による日本に対する抵抗が単なる漢人による抗日となった。中国領が侵犯されたならば、国を失うことになる危機感のもと、「邊疆輿地之學」が勃興し、韓儒林、翁独健、邵循正などの優れた歴史家が登場したが、韓儒林、翁独健、邵循正らは、従来の歴史学の慣習から脱却し、新しいアプローチから元を研究した。韓儒林、翁独健、邵循正らの研究によって、多民族統一国家としての元の歴史に対する理解が進んだ。同じ歴史的背景と、愛国心を鼓吹する目的をもちながら、韓儒林、翁独健、邵循正らは、多民族統一国家としての視角から元史を研究することで、元を肯定的に評価し、すべての少数民族に抗日運動に参加するよう訴えた。韓儒林、翁独健、邵循正と比較して、銭穆は依然として伝統的な「華夷」概念をもっているが、このような伝統的な「華夷」概念は、すでに時代遅れになっており、時代にそぐわず、視野が狭い。伝統的な「華夷」概念は中華人民共和国建国後の歴史家にも、依然として多少なりとも、あるいは顕示されなくとも隠れて存在し、中国の歴史における少数民族史に言及する際にみられる。歴史家はいつのまにか漢人本位の立場に陥り、「漢化」「化胡」という視角から研究しており、このような伝統的な解釈では、漢人と少数民族とをそれぞれ異なる陣営として扱い、漢人を主、少数民族を従とし、漢人と少数民族とを対等としてみることができない。馬娟（蘭州大学）は、「近年、日本の著名な学者である杉山正明氏が中国の歴史における少数民族に関する著書『疾馳的草原征服者』や『忽必烈的挑戰』などが中国で人気を博している。これらの著書は、漢人とは異なる視角から少数民族の物語を再現しており、とても新鮮である。しかし、それはまた、中国の歴史における少数民族を過度に美化しており、漢人の役割を過小評価しているという問題点を反映している」と指摘しており、銭穆と杉山正明は「華夷」の区別を過度に強調していることは似た性質であり、どちらも警戒すべき傾向であり、どちらか一方に過度に偏るのは好ましくなく、中国の歴史における少数民族によって樹立された政権、とくに元をどう捉え、正確に評価すべきかは、極めて重要な問題である、と指摘している。

## 著作

### 全集
- 《錢賓四先生全集》全54冊，聯經出版（中国語版），台湾，1994年-1998年。
- 《錢穆全集》全60冊，九州出版社（中国語版），北京，2009年-2011年。

### 主な著作
- 《論語文解》，上海商務印書館出版，1918年11月。（最初の著書）
- 《劉向歆父子年譜（中国語版）》，《燕京學報（中国語版）》第七期，1930年。
- 《先秦諸子繫年（中国語版）》上下冊，上海商務印書館出版，1935年12月。
- 《中國近三百年學術史（中国語版）》，上海商務印書館，1937年5月。
- 《國史大綱（中国語版）》上下冊，上海商務印書館出版，1940年6月。
- 《中國歷代政治得失（中国語版）》，香港自刊本，1952年11月。
- 《民族與文化（中国語版）》，臺北聯合出版中心出版，1960年6月。
- 《史記地名考（中国語版）》，香港太平書局出版，1962年10月。
- 《朱子新學案》全五冊，臺北三民書局出版，1971年9月。[3]
- 《孔子傳》，臺北中華民國孔孟學會出版，1974年8月。
- 《八十憶雙親師友雜憶合刊》，臺北東大圖書公司出版，1983年1月。

### 主な日本語訳
- 池田篤紀 訳『孔子伝』アジア問題研究会、1975年（訳序: 安岡正篤）国立国会図書館書誌ID:000001244085
- 大澤一雄・王子天徳 訳『中国政治制度史論』南窓社、1986年（原著: 《中国歴代政治得失》[41]）
- 塘耕次 訳「銭穆著『師友雑憶』訳（３）」『愛知教育大学研究報告. 人文・社会科学編』62号、2013年。NAID 120005261432

## 関連文献

### 日本語
- 于蕙清；潘江東；紙矢健治「銭穆の香港残留について(1949-1967年)」『徳山大学論叢』第77号、徳山大学経済学会、2013年。
- 黄俊傑 著、工藤卓司 監訳、池田辰彰・前川正名 訳「第七章 錢穆史学の「国史」観と儒家思想」『儒家思想と中国歴史思惟』風響社、2016年。ISBN 9784894892347
- 東アジア出版人会議 編「銭穆『中国歴代政治の得失』」『東アジア人文書100』みすず書房、2011年。ISBN 978-4-622-07574-5。

### 日本語以外
- 錢穆：《八十憶雙親 師友雜憶》，台北：東大圖書公司，ISBN 978-957-19-2980-4，2009-11-01 ; 三民書局，ISBN 978-957-19-2980-4，2009-10-29
- 楊承彬、鄭大華、戴景賢：《胡適 梁漱溟 錢穆》（台北：台灣商務印書館，1978。）
- 余英時：《猶記風吹水上鱗：錢穆與現代中國學術》，（臺北：三民書局，1991。）
- 嚴耕望：《錢穆賓四先生與我》（台北：台灣商務印書館，1992。）
- Jerry Dennerline（鄧爾麟）著，藍樺譯：《錢穆與七房橋世界》（北京：社會科學文獻出版社，1995）。
- 李木妙 (1995-06-01) [1995], 《國史大師：錢穆教授傳略》, 揚智文化, ISBN 978-957-927-215-5
  - 李木妙 (1995), 《國史大師：錢穆教授傳略》, 八方文化創作室, pp. 211頁, ISBN 978-981-4285-37-7
- 郭齊勇、汪學群：《錢穆評傳》（南昌：百花洲文藝出版社，1995。）
- 李振聲編：《錢穆印象》（上海：學林出版社，1997。）
- 汪學群：《錢穆學術思想評傳》（北京：北京圖書館出版社，1998。）
- 陳勇：《錢穆傳》（北京：人民出版社，2001。）
- 印永清：《百年家族：錢穆》（台北：立緒文化，2002。）
- 徐國利 (2004-02-01) [2004]. 《錢穆史學思想研究》 (初版 ed.). 台北: 台灣商務印書館. ISBN 957-051-838-3
- 汪榮祖 (2006) (中国語). 《史學九章》. 北京: 生活·讀書·新知三聯書店. ISBN 978-710-802-358-2，第八章，「錢穆論清學史述評」，頁37-62。
  - 汪榮祖（中国語）『《史學九章》』麥田、台灣、2002年12月1日。ISBN 986-778-236-4。
- 黄俊傑：〈錢賓四史學中的「國史」觀：內涵、方法與意義〉.
- 呉展良：〈學問之入與出：錢賓四先生與理學〉，《台大歷史學報》第26期（2000.12），頁63-98.
- 汪榮祖：〈錢穆論清學史述評〉，《台大歷史學報》第26期（2000.12），頁99-119.
- 王晴佳：〈錢穆與科學史學之離合關係，1926-1950〉.
- 黄克武：〈錢穆的學術思想與政治見解〉.
- 朔雪寒：〈錢穆《再論《老子》成書年代》〉〉.